# Mario et Sonic aux Jeux olympiques de Tokyo 2020
Mario et Sonic aux Jeux olympiques de Tokyo 2020 (Mario & Sonic at the Tokyo 2020 Olympic Games) est un jeu vidéo de sports officiels des Jeux olympiques d'été 2020. Il est développé par Sega, avec l'aide de plusieurs studios tiers, et édité par Sega. Il s'agit du sixième et dernier opus de la série Mario et Sonic aux Jeux olympiques. Il est sorti en novembre 2019 sur Nintendo Switch. C'est l'un des jeux officiels pour accompagner les Jeux olympiques de 2020 à Tokyo.

## Personnages
La plupart des personnages qui ont déjà été présents dans l'opus précédent sont de retour, seule Toadette étant nouvelle. Il y a un total de 32 personnages jouables dans ce jeu, issus des séries Mario et Sonic. Les 20 personnages « principaux » (depuis l'opus Mario et Sonic aux Jeux olympiques d'hiver) sont jouables dans toutes les épreuves, tandis que certaines disciplines disposent de personnages « invités » exclusifs.
Liste des personnages :
| Univers de Mario : - Mario - Luigi - Peach - Daisy - Bowser - Wario - Waluigi - Yoshi - Donkey Kong - Bowser Jr. Invités : - Harmonie - Diddy Kong - Larry - Wendy - Ludwig - Toadette | Univers de Sonic : - Sonic - Tails - Amy - Blaze - Dr Eggman - Knuckles - Shadow - Vector - Silver - Metal Sonic Invités : - Rouge - Jet - Espio - Eggman Nega - Zavok - Zazz |

## Épreuves
Le jeu reproduit plusieurs disciplines olympiques, divisées en trois catégories : les épreuves Tokyo 2020, qui reproduisent le cadre officiel et les sites locaux, les épreuves rêves où il s'agit de disciplines officielles mais réinventées dans un cadre de fantaisie et les épreuves Tokyo 1964, qui font appel au rétrogaming, le gameplay et les graphismes pastichant les jeux sur anciennes consoles (troisième et quatrième génération), les sprites des personnages sont directement repris des premiers jeux Sonic sur Megadrive et de Super Mario Bros. sur NES (et reflétant l'un des programmes des jeux de Tokyo en 2020 prévoyant de faire disputer des épreuves olympiques sur des sites qui ont déjà servi en 1964).

### Épreuves Tokyo 2020
- 100 mètres
- 110 mètres haies
- Relais 4 × 100 mètres
- Lancer de javelot
- Triple saut
- Lancer de disque
- Escalade
- Surf (shortboard)
- Skateboard
- Boxe
- Karaté (kumite)
- Football
- Rugby à sept
- Canoë (Biplace 1000 mètres)
- Natation (100 mètres nage libre)
- Gymnastique (Exercices au sol)
- Sports équestres (Saut d'obstacles simple ou équipe)
- Badminton (simple ou double)
- Tennis de table (simple ou double)
- Escrime
- Tir à l'arc (simple ou équipe)

### Épreuves rêves
- Course rêve (Metropolis - Sonic Forces)
- Tir rêve
- Karaté rêve (Royaume Champignon - Super Mario Odyssey)

### Épreuves Tokyo 1964
- 100 mètres
- 400 mètres haies
- Saut en longueur
- Marathon
- Haut vol 10 mètres
- Gymnastique (Saut de cheval)
- Kayak (Monoplace 1000 mètres)
- Judo
- Volley-ball
- Tir à la carabine

## Accueil

### Critiques
GameSpot note 7/10 en considérant que c'est le meilleur de la série, en louant le gameplay mais moins satisfait sur des mini-jeux inégaux. Gamekult note 4/10 en trouvant la prise en main laborieuse et le mode aventure faible. Jeuxvideo.com évalue à 12/20, le jeu est amusant mais manque de challenge, le site est réservé sur le mode histoire, également sur les épreuves Rétro qui ne valent pas Track and Field et reproche le choix graphique où les sprites des personnages de l'univers Mario ont une génération de retard par rapport à ceux de Sonic. VGChartz apprécie le jeu et le note 7/10. Même chose pour Puissance Nintendo qui l'évalue à 15/20.
Pour les sites compilateurs, Metacritic agrège une moyenne de 69/100 et GameFAQs rassemble 3,46/5.

### Ventes
Au 31 mars 2020, le nombre de copies vendues est estimé à 900 000 dans le monde.